# Tempel der Vriendschap

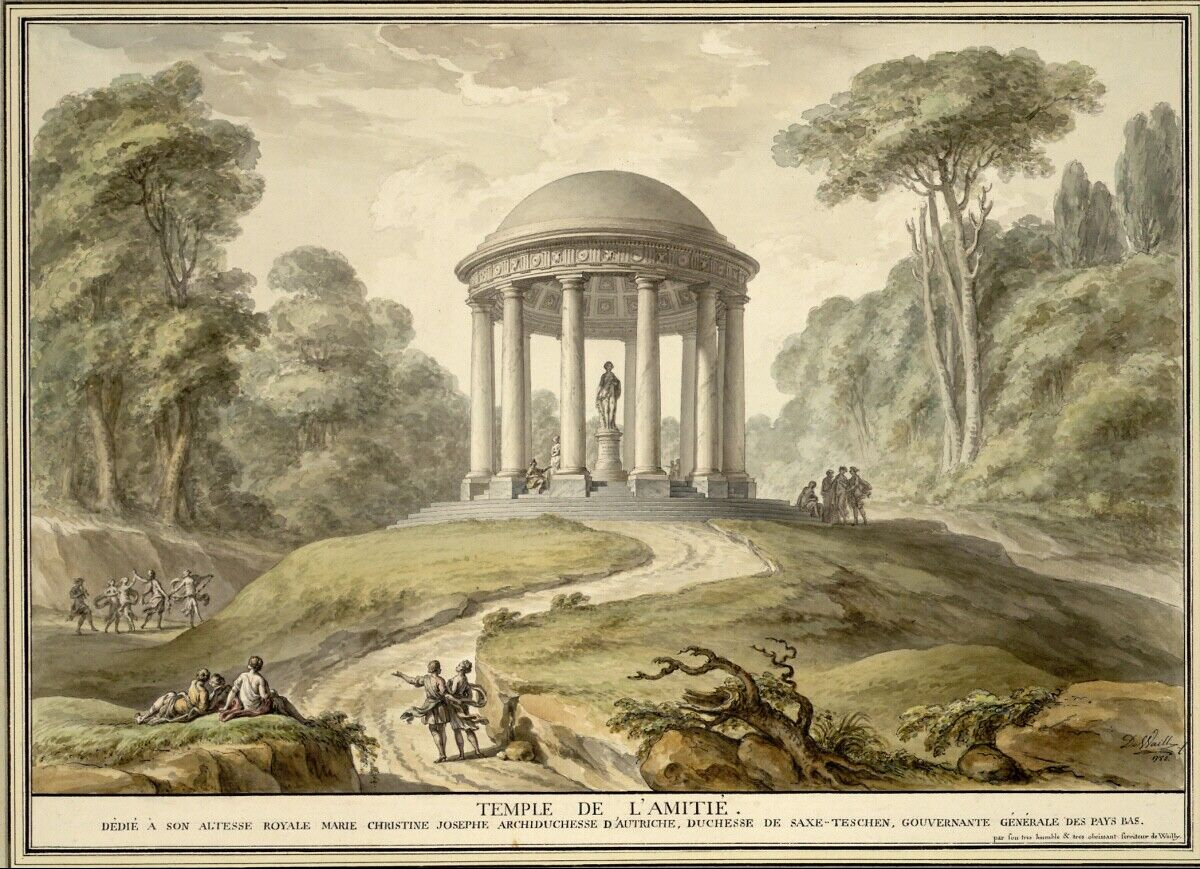
De ontwerptekening van De Wailly uit 1782. Uiteindelijk kreeg de tempel tien zuilen in plaats van twaalf.

De Tempel der Vriendschap (Frans: Temple de l'Amitié) is een rond, neoklassiek tempelgebouw in de kasteeltuin van Laken. Men spreekt ook wel over de Tempel van Mars.

## Geschiedenis
Het gebouw op een kunstmatige heuvel is een folie die dateert uit de tijd waarin kasteel en tuin werden aangelegd in opdracht van de landvoogden Albert Casimir van Saksen-Teschen en Maria Christina van Oostenrijk. Hun architect Charles De Wailly presenteerde in 1782 het plan, dat bewaard wordt in Wenen. Koning Willem I der Nederlanden liet in 1827 het oorspronkelijke beeld van Amicitia vervangen door de oorlogsgod Mars. Beeldhouwer Mathieu Kessels werd ervoor geridderd.

## Beschrijving
Het gebouw heeft de vorm van een ronde, Dorische tempel met tien niet-gecanneleerde zuilen. In de koepel is een cassetteplafond aangebracht. De typologie van dergelijke monopterostempels gaat terug op Vitruvius. Negen trappen rondom leiden naar een 2,70 meter hoog beeld van Mars, vervaardigd door Mathieu Kessels. De gebruikte steen is voornamelijk wit, behalve de blauwe hardsteen van de trappen en de plinten waarop de zuilen rusten.

## Voetnoten
1. ↑  Opschrift: TEMPLE DE L'AMITIÉ. Dédié à Son Altesse Royale Marie Christine Josèphe archiduchesse d'Autriche, duchesse de Saxe-Teschen, gouvernante générale des Pays-Bas, par son très humble & très obéissant serviteur de Wailly.